# 3992 Wagner
För andra betydelser, se Wagner (olika betydelser).
3992 Wagner eller 1987 SA7 är en asteroid i huvudbältet som upptäcktes den 29 september 1987 av den tyske astronomen Freimut Börngen vid Tautenburg-observatoriet. Den har fått sitt namn efter den tyske tonsättaren Richard Wagner.
Asteroiden har en diameter på ungefär 17 kilometer och den tillhör asteroidgruppen Eos.